# Ricanoptera variegata
Ricanoptera variegata är en insektsart som beskrevs av William Lucas Distant 1912. Ricanoptera variegata ingår i släktet Ricanoptera och familjen Ricaniidae. Inga underarter finns listade i Catalogue of Life.